# Shadow Skill
Shadow Skill (titre original : 影技シャドウスキル (Kage Waza Shadō Sukiru)) est une série d'animation télévisée de 26 épisodes de 1998, basée sur le manga éponyme. Un OAV de trois épisodes a aussi été diffusé en 1996. Produit par Studio Deen, Shadow Skill est distribué par ADV Films en Amérique du Nord.  Le genre de Shadow Skill inclut : arts martiaux, action, fantasy. 
En 2003, un autre OAV d'un épisode est diffusé : SHADOW SKILL ~Kuruda-ryuu Kousatsu-hou no Himitsu~, c'est-à-dire « le secret du style de Kuruda ». Cet épisode est entièrement animé par ordinateur, en 3D.

## Synopsis
Dans le pays de Kuruda, qui ressemble un peu à la Rome antique, vivent les plus habiles guerriers au monde. Comme des gladiateurs, chacun d'eux vit pour se battre et devenir le plus fort au monde. Elle et son frère adoptif Gau Ban s'entraînent pour atteindre la maîtrise du Shadow Skill.

## Liste des épisodes
Titres anglais :
1. The Power of My Blow has No Equal
2. Duelists
3. Phantom's Keepsake
4. What My Father Left Me
5. Proud Battlefield
6. White and Black Flash
7. Destined Confrontation
8. Dangerous Human Weapon. To the North
9. Violent Bombing of the Holy City
10. Clash of White and Black
11. Invasion
12. Black Howling
13. With the Heart of a Friend
14. The Temple of Moonlight
15. Ghost
16. An Attacker From the Past
17. Crimson
18. The Seventh Dawn
19. Fang, Second Generation
20. Darkness and Death
21. Cannon
22. Older Sister, Younger Brother
23. Prepare Yourself
24. Fist of God
25. Ying-style Demon
26. Path of a Sevaar

## Liste des personnages
- Scarface : Yasunori Matsumoto
- Fais : Chieko Honda
- Kara La Luka : Chinami Nishimura
- Glad : Fumihiko Tachiki
- Kyo Ryu : Ikue Ōtani
- Low : Kappei Yamaguchi
- G Kain Faranks : Kouji Tsujitani
- Gian Deez : Kyoko Tsuruno
- Iba Stora : Masaharu Satō
- Feorina : Minako Takenouchi
- Elle rag Megumi Hayashibara
- Dias rag : Mitsuru Miyamoto
- Ginebia : Noriko Uemura
- Falstese : Rei Igarashi
- Lunaris Anbra : Reiko Takagi
- Kai Sink : Takehito Koyasu
- Len Fuuma : Tomokazu Seki
- Lunaris Anbra et garçon (épisode 19) : Reiko Takagi
- Shia Karn : Ryūzaburō Ōtomo
- Kai Sink : Takehito Koyasu
- Darkness : Takeshi Kusao
- Narration : Tamio Ohki
- Follymayer Razmatizer : Yuko Mizutani
- Rirubelt : Yuri Amano